# Naalakkersuisut
Het Naalakkersuisut (Deens: Grønlands Landsstyre) is de regering van Groenland, en als zodanig verantwoordelijk voor het dagelijkse bestuur van het autonoom gebied. De leden van de regering worden voorgedragen door de Premier van Groenland en officieel bekrachtigd door de 31 leden van het Inartsisartut, het parlement. 

## Etymologie
Naalakkersuisut is een Groenlands woord. Het betekent: 'Zij die bepalen'. Het enkelvoud is: naalakkersuisoq ('hij die bepaalt'). De stam van het woord is Naalagaq, dat wil zeggen 'heer'.

## Huidige ministers van hetNaalakkersuisut
Het Naalakkersuisut is opgedeeld in tien ministeries. Elke van deze bevoegdheden wordt geleid door een naalakkersuisoq. De huidige ministers zijn als volgt:
- Premier: Kim Kielsen (Siumut).
- Minister van Financiën: Vittus Qujaukitsoq (Nunatta Qitornai).
- Minister van Wetenschap, Milieu en Werkgelegenheid: Jess Svane (Siumut).
- Minister van Huisvesting en Infrastructuur: Karl Frederik Danielsen (Siumut).
- Minister van Buitenlandse Zaken en Energie: Kim Kielsen (Siumut).
- Minister van Natuurlijke Mineralen en Industrie: Vittus Qujaukitsoq (Nunatta Qitornai).
- Minister van Volksgezondheid: Martha Abelsen (Siumut).
- Minister van Visserij, Jacht en Landbouw (Siumut).
- Minister van Onderwijs, Cultuur en Geloof: Katti Frederiksen (Siumut).
- Minister van Volksgezondheid, Sociale Zaken en Justitie: Martha Abelsen (Siumut).[1]